# Mercado de Abasto
Mercado de Abasto és una pel·lícula argentina de 1955, dirigida per Lucas Demare, amb guió de Sixto Pondal Ríos i música del seu germà Lucio Demare i protagonitzada per Tita Merello i Pepe Arias. Estrenada a Buenos Aires el 3 de febrer de 1955.
En una enquesta de les 100 millors pel·lícules del cinema argentí duta a terme pel Museo del Cine Pablo Ducrós Hicken l'any 2000, la pel·lícula va aconseguir el lloc 39.

## Sinopsi (amb Spoilers)
La pel·lícula relata una història romàntica de la disputa entre dos homes: Lorenzo Miraglia (Pepe Arias) i Jacinto Medina (Juan José Míguez), un rufià i l'altre comerciant, per l'amor d'una dona, Paulina (Tita Merello), una treballadora del Mercat de Proveïment.
Consta en què Paulina es casa amb Jacinto, i junts obren un bolig «La flor del Abasto». Ella sospita que està embarassada, i confirma les seves sospites, però al moment de dir-li a Jacinto, aquest fuig de la justícia. Paulina haurà de bregar amb les desgràcies de ser mare soltera. En un error diagnostiquen que Lorenzo morirà, i aquest li demana matrimoni a Paulina perquè el seu fill tingui un cognom. En no morir, Paulina segueix casada amb Lorenzo. Jacinto torna per diners, i Paulina intenta ajudar-lo perquè mai torni i el seu fill no s'assabenti qui és el seu pare, però Jacinto rebutja aquesta ajuda i en intentar fugir és mort a trets per la policia. Paulina escolta des de lluny els trets i entén que Jacinto ha mort.

## Miscel·lània
- Héctor Olivera, reeixit director de cinema i productor a partir dels anys setanta, va treballar en aquesta pel·lícula com a assistent de producció.
- L'actor Carlos Carella, interpretant un petit paper d'un home realitzant un dia de camp, va realitzar aquí el seu tercer treball en cinema.
- L'actriu Marta González també té un petit paper, sense haver estat inclosa en els crèdits.
- Tita Merello canta "Se dice de mí", amb letra d'Ivo Pelay i música de Francisco Canaro, executada pel mateix Francisco Canaro i la seva orquestra.[2]

## Actors
- Tita Merello (Paulina)
- Pepe Arias (Lorenzo Miraglia)
- Juan José Míguez (Jacinto Medina)
- Pepita Muñoz (Asunción)
- Marcelle Marcel (Amanda Domínguez)
- Berta Moss (esposa de Jacinto)
- Luis Otero (Caburé, secuaz de Jacinto)
- José de Angelis (Chino, hermano de Paulina)
- Inés Murray (Minerva, dueña puesto de frutas)
- Joaquín Petrosino (El Flaco, secuaz de Jacinto)
- Orestes Soriani (Dr. Martínez, medico de Lorenzo)
- Alberto Terrones (inspector de réditos)
- Tito Grassi
- Cayetano Biondo (mozo)
- Fernando Salas
- Julio Bianquet (policía)
- Carlos Barbetti (frutero)
- Luis Tasca (verdulero)
- José Ruzzo (Bautista)
- Pedro Pompillo (Antuña)
- Jorge Villoldo (gringo)
- Warly Ceriani (médico)
- Adolfo Meyer
- Francisco Iriarte
- Blanca Lagrotta (mucama)
- Carlos Cotto
- Dardo Rubén
- Esther Fernández
- Fernando Salas
- José Roberto Ragonese (Rabanito)
- Juan José Edelman (presentador en el pícnic)
- Miguel Palma (Muelita)
- Ramón Ernesto Ríos (policía)
- Rita Varola (mujer piropeada)
- Yuki Nambá
- Carlos Carella (hombre en día de campo)